# Politieke thriller
Een politieke thriller is een thriller waarin de strijd om politieke macht centraal staat. Er is een sterke overlapping met de spionage- en de paranoiathriller.

## Kenmerken
Het genre combineert politieke inhoud met een spannende plot. Vaak gaat het verhaal over een gewone man die geconfronteerd wordt met een bolwerk van politieke corruptie en daar de strijd mee aangaat. Soms moet een geplande aanslag op een politiek leider voorkomen worden. Het verhaal kan gebaseerd zijn op ware gebeurtenissen, zoals de moord op president Kennedy of het Watergateschandaal.

## Film
Sommige films van Alfred Hitchcock bevatten al kenmerken van de politieke thriller. In The Man Who Knew Too Much moet een politieke aanslag voorkomen worden. In Notorious is er een samenzwering van nazi's in de Verenigde Staten.
In de jaren 1960 werd de politieke thriller een populair genre. In 1962 werd The Manchurian Candidate verfilmd. Andere voorbeelden zijn Z, Three Days of the Condor, All the President's Men, JFK en City Hall.